# 林智慧
林智慧，（韩文：임지혜，英文：Lim Ji Hye，1986年2月14日—2023年06月18日），韩国模特、赛车女郎，有“韩国第一S女王”，“韩国第一模特”之称。

## 外部連結
- 林智慧的X（前Twitter）